# Johan Sotil
Johan Joussep Sotil Eche (Lima, 29 de agosto de 1982) es un exfutbolista peruano. Jugó de extremo y su equipo último fue Unión Huaral de la Segunda División del Perú. Tiene 42 años.

## Trayectoria
Nació en Lima, el 29 de agosto de 1982, es hijo del exfutbolista Hugo Sotil. Casado con Rocío, tiene dos hijos: Julian (Sullana), nacido en el año 2004 y seis años más tarde tendría a Mauro (Lima), quién nació en el 2011.
Debutó en Universitario bajo las órdenes del técnico en ese entonces Roberto Challe el 22 de octubre del 2000, en donde ingresaría casi al final, en la victoria del cuadro merengue por 2 - 0 frente al Sport Boys jugando de visita en el Estadio Miguel Grau del Callao. En el 2001 jugó en el equipo juvenil de Universitario en la segunda división, para al año siguiente regresar al primer equipo en donde el técnico argentino Ángel Cappa lo consolidó como titular indiscutible. En el 2002 fue considerado como una promesa, la que no se hizo realidad por su disipada vida.
En el 2004 se fue al Alianza Atlético de Sullana y al año siguiente al Bolognesi de Tacna. En el 2006 se fue al Unión Huaral, después de no pasar una prueba en el The Strongest de Bolivia. Luego de una mala campaña desciende con El Pelícano y en el 2007 a Alianza Lima. El primer semestre del 2008 jugó en el José Gálvez, tras lo cual fue contratado por el KVC Westerlo belga.
En el 2010 ficha por un año por el Sport Huancayo como refuerzo para la Copa Sudamericana 2010, donde perdió por un global de 9-2 frente a Defensor Sporting, a pesar de eso hizo un buen campeonato donde anotó 7 goles. El 26 de diciembre se confirma su renovación por todo el 2011 donde muchos medios rumoreaban su negociación con Universitario de Deportes lo que fue desmentido por el jugador. Ese 2011 juega 23 partidos y anotó 1 gol, logrando la histórica clasificación a la Copa Libertadores 2012.
En 2015 descendió con León de Huánuco. Tuvo un regular 2016 en Comerciantes Unidos donde no destacó pero tampoco decepcionó logró clasificar a la Copa Conmebol Sudamericana 2017, luego de no renovar para el siguiente año fichó por el Club Deportivo Cultural Santa Rosa.

## Clubes
| Club                      | País    | Año       |
| ------------------------- | ------- | --------- |
| Deportivo Zúñiga          | Perú    | 1999      |
| Universitario             | Perú    | 2000-2004 |
| Alianza Atlético          | Perú    | 2004      |
| Coronel Bolognesi         | Perú    | 2005      |
| Unión Huaral              | Perú    | 2006      |
| Alianza Lima              | Perú    | 2007      |
| José Gálvez               | Perú    | 2008      |
| KVC Westerlo              | Bélgica | 2008-2009 |
| Bruselas                  | Bélgica | 2009      |
| José Gálvez               | Perú    | 2009      |
| Sport Huancayo            | Perú    | 2010-2011 |
| Universidad César Vallejo | Perú    | 2012-2013 |
| UTC                       | Perú    | 2014      |
| León de Huánuco           | Perú    | 2015      |
| Comerciantes Unidos       | Perú    | 2016      |
| Cultural Santa Rosa       | Perú    | 2017      |
| Sport Loreto              | Perú    | 2018      |
| Santos                    | Perú    | 2019      |
| Unión Huaral              | Perú    | 2020      |

## Palmarés
| Título                    | Club          | País | Año  |
| ------------------------- | ------------- | ---- | ---- |
| Primera División del Perú | Universitario | Perú | 2000 |
| Torneo Apertura           | Universitario | Perú | 2002 |

### Distinciones individuales
| Distinción                                                                      | Año  |
| ------------------------------------------------------------------------------- | ---- |
| Máximo asistidor del Campeonato Descentralizado                                 | 2010 |
| Preseleccionado como mediocampista en el mejor once de la Liga 2 según la SAFAP | 2019 |